# Santa Coloma de l'Espluga de Cuberes
Santa Coloma de l'Espluga de Cuberes és una església romànica del poble de l'Espluga de Cuberes, pertanyent al terme de Baix Pallars, del Pallars Sobirà, i que fins al 1969 formà part de l'antic terme de Baén. Està inclosa en l'Inventari del Patrimoni Arquitectònic de Catalunya. Està situada a l'extrem oriental de la mateixa balma que aixoplugava tot el poble.

## Descripció
És una església d'una sola nau amb absis a llevant, tot dins de les característiques línies del romànic del segle xi. De caràcter troglodític, atès que es troba del tot dins de la balma, és una de les construccions més peculiars del terme. De fet, només té construït el mur de migdia, part del de ponent i l'absis. El sostre i el costat nord són la mateixa balma. La porta és a ponent, en el porxo de la casa, situada al costat oest del temple. Hi donen llum tres finestres grosses, de mig punt, situades a la part més propera al presbiteri; a l'absis, un xic descentrada, hi ha també una finestra de doble biaix.
Presenta arcuacions llombardes a l'interior, en el mur sud i en un tros de la paret de l'absis, al costat de migdia. L'aparell és irregular i poc treballat, amb carreus de diferents mides poc o gens desbastats. El conjunt duu a una obra de darreries del segle xi o molt poc posterior.

## Notícia històrica
El lloc és esmentat el 1173 com a Speluncha, però no hi ha gaire documentació sobre l'església. Tanmateix, és clara la seva subjecció a l'abadia de Santa Maria de Gerri.
Tenia categoria de capella sufragània de la parròquia de Sant Martí de Solduga.